# ایگور پودوماتسکی
ایگور پودوماتسکی (روسی: Егор Геннадьевич Подомацкий؛ زادهٔ ۲۲ نوامبر ۱۹۷۶) بازیکن هاکی روی یخ اهل روسیه است.